# Ochthebius hofratvukovitsi
Ochthebius hofratvukovitsi är en skalbaggsart som beskrevs av Manfred A. Jäch 1994. Ochthebius hofratvukovitsi ingår i släktet Ochthebius och familjen vattenbrynsbaggar. Inga underarter finns listade i Catalogue of Life.